# Suzanne Harmes
Suzanne Harmes est une gymnaste artistique néerlandaise née à Zoetermeer le 10 janvier 1986.

## Palmarès

### Championnats du monde
- Melbourne 2005
  -  médaille de bronze au sol

### Championnats d'Europe
- Debrecen 2005
  -  médaille d'argent au sol
- Patras 2002
  -  médaille d'argent au concours par équipes

### Universiade
- Izmir 2005
  -  médaille de bronze au concours général individuel